# Pieter Willem Korthals
Pieter Willem Korthals (1 september 1807, Amsterdam – maart 1892, Haarlem) was een Nederlandse botanicus.
Korthals nam van 1831 tot 1836 deel aan de expedities van de Natuurkundige Commissie voor Nederlands-Indië. Hij ontdekte een groot aantal plantensoorten, waaronder de medicinale Mitragyna speciosa en drie Nepenthes-soorten. In 1839 publiceerde Korthals Over het geslacht Nepenthes, de eerste monografie die dit geslacht van bekerplanten behandelt.

## Afbeeldingen
De drie door Korthals beschreven soorten in Over het geslacht Nepenthes:

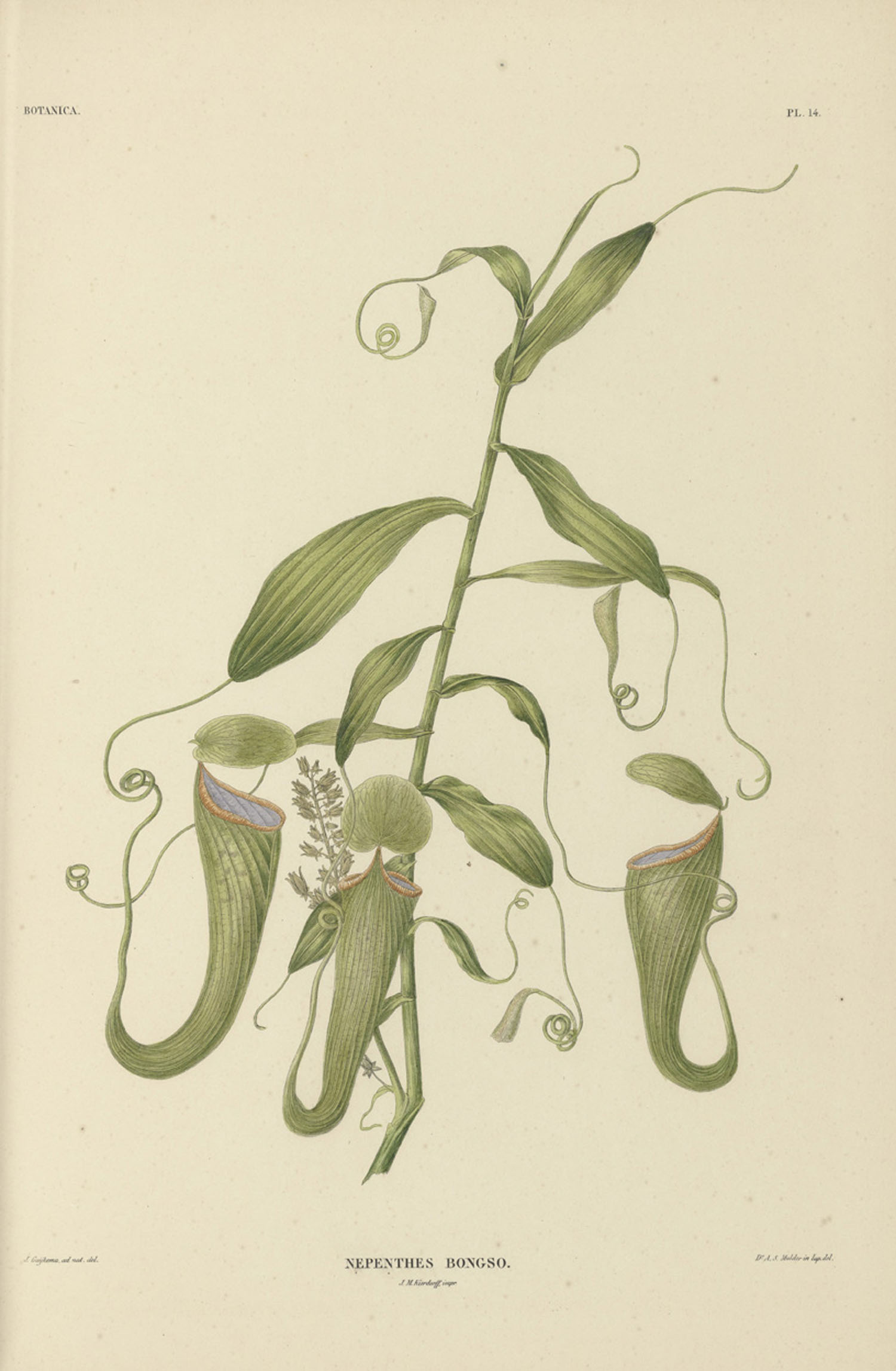
N. bongso
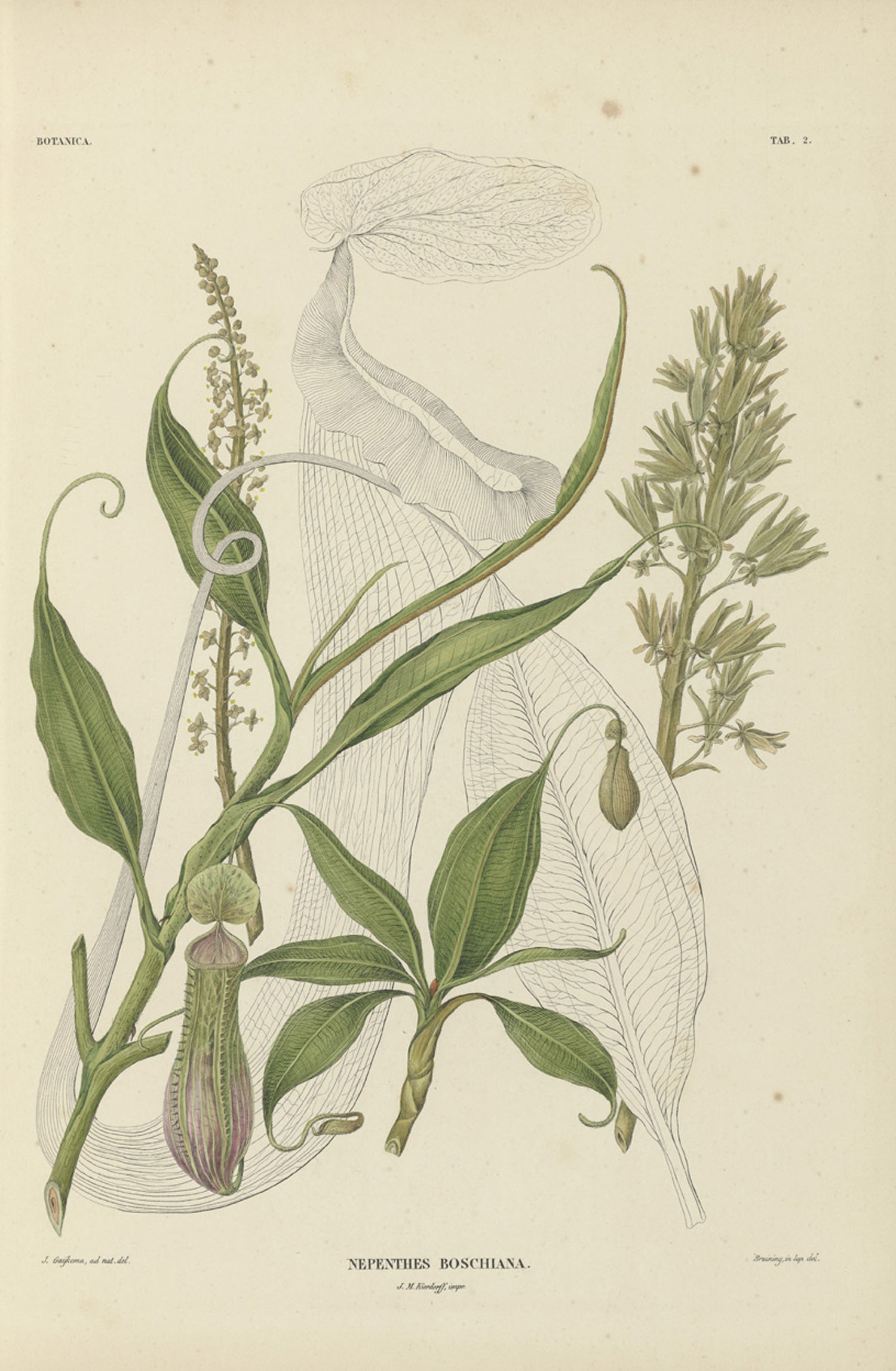
N. boschiana
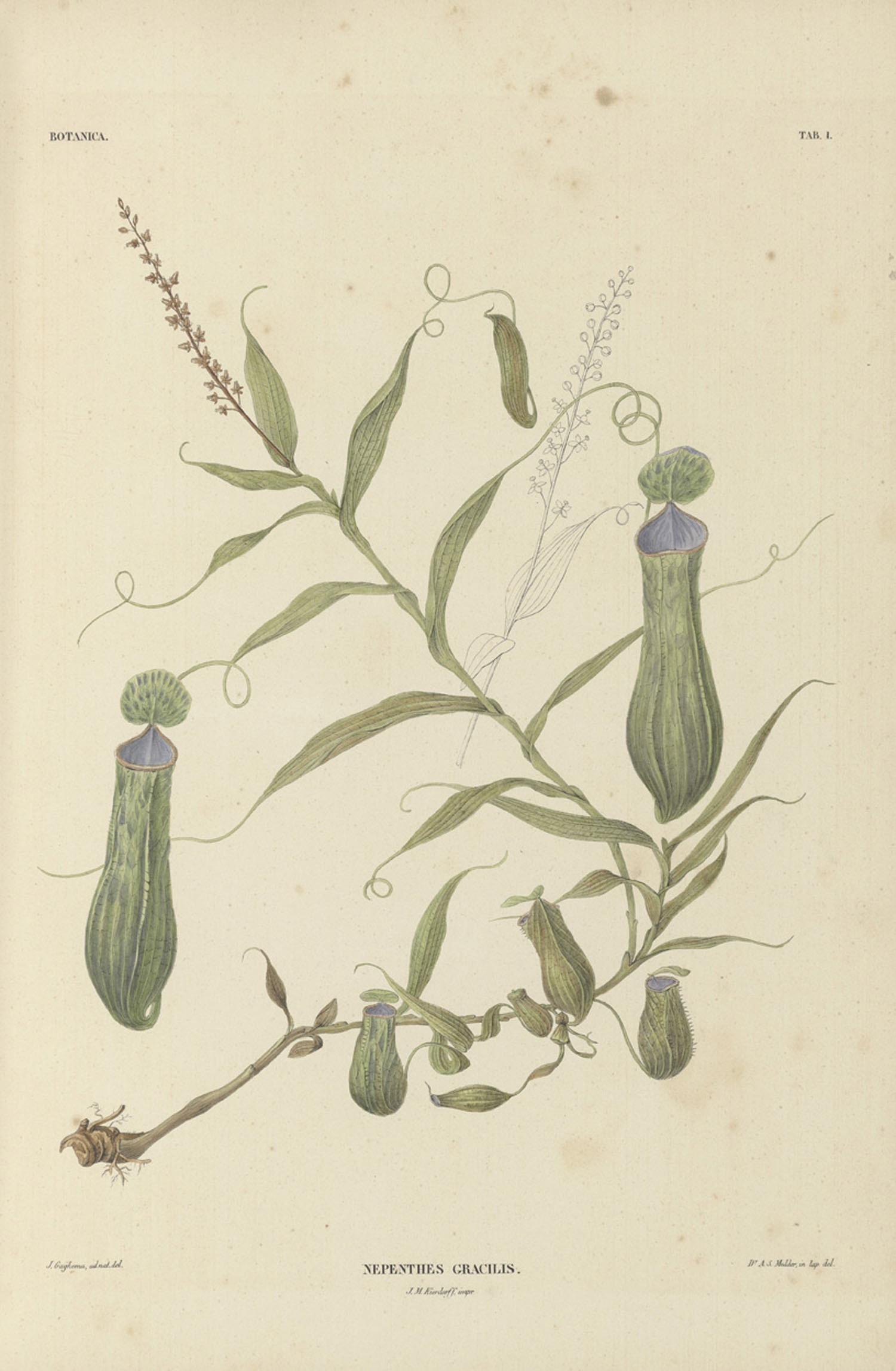
N. gracilis

- Author citation (botany): Korth.
- Biografisch Portaal: 60135535
- Digitale Bibliotheek voor de Nederlandse Letteren: kort017
- Gemeinsame Normdatei: 138251363
- International Standard Name Identifier: 0000 0000 5962 0037
- Library of Congress Control Number: nr2003006077
- Nederlandse Thesaurus van Auteursnamen: 070143617
- Système universitaire de documentation: 152607439
- Museum of New Zealand Te Papa Tongarewa: 68512
- Virtual International Authority File: 78719729
- WorldCat: E39PBJq6Xwgwrb8Q9c9CmBxMT3